# Semyon Fishelovych Gluzman
Semyon Fishelovych Gluzman (tiếng Ukraina: Семе́н Фі́шельович Глу́зман; sinh ngày 10 tháng 9 năm 1946 tại Kyiv) là bác sĩ tâm thần và nhà hoạt động nhân quyền người Ukraina.
Ông là chủ tịch, đồng thời là nhà sáng lập Hội Tâm thần Ukraina, người sáng lập Cục Nhân quyền Mỹ-Ukraina, giám đốc Trung tâm Phục hồi Y tế Quốc tế cho Nạn nhân Chiến tranh và Chế độ Toàn trị, một thành viên của Hội đồng chuyên gia thuộc Bộ Lao động và Chính sách xã hội Ukraina. Ông từng là cựu tù nhân chính trị vì bất đồng chính kiến.

## Tiểu sử
Cha Hluzman, ông Fischel Hluzman (1904–1987), là tiến sĩ khoa học y sinh. Năm 1968, Semyon Fishelovych Gluzman tốt nghiệp Học viện Y tế Kyiv (nay là Đại học Y Quốc gia Bogomolets). Sau đó Hluzman bắt đầu tham gia làm việc tại các bệnh viện tâm thần Ukraina, trong đó có Bệnh viện Tâm thần Dnipropetrovsk.
Semyon Fishelovych Gluzman là bác sĩ tâm thần đầu tiên ở Liên Xô công khai phản đối việc chính quyền Liên Xô lạm dụng chẩn đoán tâm thần học nhằm động cơ đàn áp những người bất đồng chính kiến. Năm 1971, trong tài liệu ghi chép bệnh án tâm thần của Petro Hryhorovych Hryhorenko (tiếng Ukraina: Петро́ Григо́рович Григоре́нко, chỉ huy cấp cao của Quân đội Liên Xô gốc Ukraina, người đã lên tiếng phản đối hành vi vi phạm nhân quyền ở Liên Xô), Hluzman kết luận rằng Hryhorenko hoàn toàn bình thường về sức khỏe tâm thần và chỉ bị đẩy vào bệnh viện tâm thần vì lý do chính trị. Cuối thập niên 1970 và đầu thập niên 1980, Hluzman bị chính quyền kết án ngồi tù 7 năm trong trại lao động và 3 năm lưu đày ở Siberia vì đã bảo vệ Hryhorenko trước những cáo buộc của chính quyền Liên Xô. Ngày 28 tháng 11 năm 1977, Tổ chức Ân xá Quốc tế đã bổ sung Hluzman vào danh sách 92 thành viên ngành y tế bị bỏ tù vì quan điểm chính trị. Khi ở trong tù, Hluzman và bạn tù Vladimir Konstantinovich Bukovsky (tiếng Nga: Влади́мир Константи́нович Буко́вский) đã hợp tác với nhau để hoàn thiện Cẩm nang về tâm thần học cho những người bất đồng chính kiến (tiếng Anh: A Manual on Psychiatry for Dissidents). Tài liệu này được xuất bản bằng tiếng Nga và dịch sang các ngôn ngữ khác như tiếng Anh, tiếng Pháp, tiếng Italia, tiếng Đức và tiếng Đan Mạch.
Từ năm 1982, ông làm công nhân nhà máy tại Kyiv.
Năm 1991, Semyon Fishelovych Gluzman thành lập Hội Tâm thần Ukraina với tư cách là cơ quan ngôn luận độc lập. Ông đồng thời thành lập một ủy ban giải quyết các khiếu nại về vi phạm quyền công dân liên quan đến việc bị lạm dụng chẩn đoán sức khỏe tâm thần.
Để ghi nhận lòng dũng cảm và tinh thần cống hiến của ông đối với đạo đức y học liên quan tới tâm thần học, Hluzman được trao tặng danh hiệu Thành viên xuất sắc của Hội Tâm thần học Hoa Kỳ và danh hiệu Thành viên danh dự của Trường Cao đẳng Tâm thần học Hoàng gia vào năm 1980.
Năm 2008, Semyon Fishelovych Gluzman nhận Giải thưởng Genève về Nhân quyền trong Tâm thần học tại Đại hội lần thứ XIV của Hội Tâm thần Thế giới ở Praha. Ông được vinh danh vì đã luôn đề cao lý tưởng chủ nghĩa nhân văn, ông đã đấu tranh chống việc chính quyền lạm dụng tâm thần học nhằm đàn áp những người bất đồng chính kiến. Ông cũng đấu tranh chống việc sử dụng tâm thần học phục vụ động cơ chính trị việc. Ngoài ra ông còn là người phổ biến các nguyên tắc đạo đức y học trong tiến trình cải cách dịch vụ sức khỏe tâm thần ở Ukraina.
Hluzman là đồng tác giả nhiều tài liệu nghiên cứu về tâm thần học ở Ukraina, các chủ đề về sức khỏe tâm thần như hậu quả sức khỏe tâm thần sau thảm họa Chernobyl, nhận thức rủi ro, ý tưởng tự sát, lạm dụng cồn, lệ thuộc nicotin, bạo lực với bạn tình.
Tháng 8 năm 2010, Tổng thống Ukraina Viktor Fedorovych Yanukovych đã giới thiệu Semyon Fishelovych Gluzman với Hội đồng Nhân đạo Công cộng (tiếng Ukraina: Громадська гуманітарна рада, là một cơ quan tham vấn dưới quyền Tổng thống Ukraina).
Năm 2018, ông đã lên tiếng bảo vệ ông Oleg Sentsov, đạo diễn phim người Ukraina bị chính quyền Nga kết án 20 năm tù giam.

## Các bài nghiên cứu, tác phẩm của Hluzman
Sách tâm thần học thời Liên Xô
- Gluzman, SF; Field, MG; Armes, K (1991). Soviet Psychiatry Today. Boston: Boston University, Institute for the Study of Conflict, Ideology and Policy.
- Gluzman, Semyon (1989). On Soviet totalitarian psychiatry. Amsterdam: International Association on the Political Use of Psychiatry. ISBN 90-72657-02-0.
- Bukovsky, Vladimir; Gluzman, Semyon (January–February 1975a). "Пособие по психиатрии для инакомыслящих" [A manual on psychiatry for dissidents] (PDF). Хроника защиты прав в СССР [Chronicle of defense of rights in the USSR] (bằng tiếng Nga). Số 13. tr. 36–61. The work in Russian was also published in: Коротенко, Ада; Аликина, Наталия (2002). Советская психиатрия: Заблуждения и умысел. Киев: Издательство «Сфера». tr. 197–218. ISBN 966-7841-36-7. The work in English was published in: Bloch, Sidney; Reddaway, Peter (1977). Russia's political hospitals: the abuse of psychiatry in the Soviet Union. Victor Gollancz Ltd. tr. 419–440. ISBN 0-575-02318-X.
- Bukovsky, Vladimir; Gluzman, Semyon (Winter–Spring 1975b). "A manual on psychiatry for dissidents". Survey: A Journal of East and West Studies. Quyển 21 số 1. tr. 180–199.
- Bukovsky, Vladimir; Gluzman, Semyon (1975c). A manual of psychiatry for political dissidents. London: Amnesty International. OCLC 872337790.
- Bukovsky, Vladimir; Gluzman, Semyon (1975d). "A dissident's guide to psychiatry". A Chronicle of Human Rights in the USSR. Số 13. New York: Kronika Press. tr. 31–57.
- Bukovskiĭ, Vladimir; Gluzman, Semyon (1975e). Håndbog i psykiatri for afvigere [A manual on psychiatry for dissidents] (bằng tiếng Đan Mạch). Göteborg: Samarbetsdynamik AB. ISBN 91-85396-00-1. OCLC 7551381.
- Boukovsky, Vladimir; Glouzmann, Semion (tháng 9 năm 1975). "Guide de psychiatrie pour les dissidents soviétiques: dédié à Lonia Pliouchtch, victime de la terreur psychiatrique" [Guide on psychiatry for Soviet dissidents: dedicated to Lyonya Plyushch, a victim of psychiatric terror]. Esprit (bằng tiếng Pháp). Quyển 449 số 9. tr. 307–332. JSTOR 24263203.
- Bukovskij, Vladimir; Gluzman, Semen; Leva, Marco (1979). Guida psichiatrica per dissidenti. Con esempi pratici e una lettera dal Gulag [Psychiatric guide for dissidents. With practical examples and a letter from the Gulag] (bằng tiếng Ý). Milan: L'erba voglio. ASIN B00E3B4JK4.
- Bukowski, Wladimir; Gluzman, Semen (1976). "Psychiatrie-handbuch für dissidenten" [A manual on psychiatry for dissidents]. Samisdat. Stimmen aus dem "anderen Rußland" (bằng tiếng Đức). Số 8. Bern. tr. 29–48.

Văn xuôi và thơ
- Gluzman, SF [Глузман С.Ф.] (2012). Рисунки по памяти, или воспоминания отсидента [Pictures drawn from memory, or the released dissident's memories]. Киев [Kyiv]: Издательский дом Дмитрия Бураго [Dmitry Burago's publishing house]. ISBN 978-966-489-121-6.
- Gluzman, SF [Глузман С.Ф.] (1994). Псалмы и скорби [Psalms and sorrows]. Харьков [Kharkiv]: Фолио [Folio]. ISBN 5-7150-0168-4.
- Маринович, Мирослав; Глузман, Семен; Антонюк, Зиновий (1997). Листи з волі [Letters from freedom] (bằng tiếng Ukraina). Kyiv: Sfera. ISBN 978-966-7267-63-6.

Bài báo nghiên cứu bằng tiếng Anh không có đồng tác giả
- Gluzman, SF (tháng 5 năm 2011). "The Chernobyl accident—a personal perspective". Clinical Oncology. Quyển 23 số 4. Royal College of Radiologists, Great Britain. tr. 306–307. doi:10.1016/j.clon.2011.01.504. PMID 21376548.
- Gluzman, SF (tháng 9 năm 2001). "Law and psychiatry: the totalitarian experience". The Journal of the American Academy of Psychiatry and the Law. Quyển 29 số 3. tr. 330–335. PMID 11592462.
- Gluzman, SF (tháng 12 năm 1991). "Abuse of psychiatry: analysis of the guilt of medical personnel". Journal of Medical Ethics. Quyển 17 số Supplement. tr. 19–20. doi:10.1136/jme.17.Suppl.19. PMC 1378165. PMID 1795363.
- Gluzman, SF (ngày 16 tháng 9 năm 1989). "World psychiatry and the Soviet Union". The Lancet. Quyển 334 số 8664. tr. 678–679. doi:10.1016/s0140-6736(89)90923-9. PMID 2570928. S2CID 31524248.
- Gluzman, SF (tháng 1 năm 1982). "Fear of freedom: psychological decompensation or existentialist phenomenon?". The American Journal of Psychiatry. Quyển 139 số 1. tr. 57–61. doi:10.1176/ajp.139.1.57. ISSN 1535-7228. PMID 7055278.

Bài báo nghiên cứu bằng tiếng Anh có đồng tác giả
- Adams, RE; Guey, LT; Gluzman, SF; Bromet, EJ (tháng 11 năm 2011). "Psychological well-being and risk perceptions of mothers in Kyiv, Ukraine, 19 years after the Chornobyl disaster". The International Journal of Social Psychiatry. Quyển 57 số 6. tr. 637–645. doi:10.1177/0020764011415204. PMID 21813484. S2CID 19452535.
- Adler, N; Gluzman, SF (tháng 12 năm 1993). "Soviet special psychiatric hospitals. Where the system was criminal and the inmates were sane". The British Journal of Psychiatry. Quyển 163 số 6. tr. 713–720. doi:10.1192/bjp.163.6.713. PMID 8306112. S2CID 44326786.
- Bromet, EJ; Gluzman, SF; Paniotto, VI; Webb, CP; Tintle, NL; Zakhozha, V; Havenaar, JM; Gutkovich, Z; Kostyuchenko, S; Schwartz, JE (tháng 9 năm 2005). "Epidemiology of psychiatric and alcohol disorders in Ukraine: findings from the Ukraine World Mental Health survey". Social Psychiatry and Psychiatric Epidemiology. Quyển 40 số 9. tr. 681–690. doi:10.1007/s00127-005-0927-9. PMID 16160752. S2CID 25789445.
- Bromet, EJ; Gluzman, SF; Schwartz, JE; Goldgaber, D (tháng 8 năm 2002). "Somatic symptoms in women 11 years after the Chornobyl accident: prevalence and risk factors". Environmental Health Perspectives. Quyển 110 số Suppl 4. tr. 625–629. doi:10.1289/ehp.02110s4625. PMC 1241216. PMID 12194897.
- Bromet, EJ; Goldgaber, D; Carlson, G; Panina, N; Golovakha, E; Gluzman, SF; Gilbert, T; Gluzman, D; Lyubsky, S; Schwartz, JE (tháng 6 năm 2000). "Children's well-being 11 years after the Chornobyl catastrophe". Archives of General Psychiatry. Quyển 57 số 6. tr. 563–571. doi:10.1001/archpsyc.57.6.563. PMID 10839334.
- Bromet, EJ; Guey, LT; Taormina, DP; Carlson, GA; Havenaar, JM; Kotov, R; Gluzman, SF (tháng 5 năm 2011). "Growing up in the shadow of Chornobyl: adolescents' risk perceptions and mental health". Social Psychiatry and Psychiatric Epidemiology. Quyển 46 số 5. tr. 393–402. doi:10.1007/s00127-010-0203-5. PMID 20221882. S2CID 11705737.
- Bromet, EJ; Havenaar, JM; Gluzman, SF; Tintle, NL (tháng 9 năm 2005). "Psychological aftermath of the Lviv air show disaster: a prospective controlled study". Acta Psychiatrica Scandinavica. Quyển 112 số 3. tr. 194–200. doi:10.1111/j.1600-0447.2005.00566.x. PMID 16095474. S2CID 42598.
- Bromet, EJ; Havenaar, JM; Tintle, N; Kostyuchenko, S; Kotov, R; Gluzman, SF (tháng 6 năm 2007). "Suicide ideation, plans and attempts in Ukraine: findings from the Ukraine World Mental Health Survey". Psychological Medicine. Quyển 37 số 6. tr. 807–819. doi:10.1017/S0033291707009981. PMID 17288636. S2CID 27727664.
- Bromet, EJ; Taormina, DP; Guey, LT; Bijlsma, JA; Gluzman, SF; Havenaar, JM; Carlson, H; Carlson, GA (tháng 11 năm 2009). "Subjective health legacy of the Chornobyl accident: a comparative study of 19-year olds in Kyiv". BMC Public Health. Quyển 9. tr. 1417. doi:10.1186/1471-2458-9-417. PMC 2784776. PMID 19919706.
- Gluzman, SF; Kostyuchenko, S (tháng 4 năm 2006). "Psychiatry in Ukraine". International Psychiatry. Quyển 3 số 2. tr. 38–40. doi:10.1192/S1749367600001600. ISSN 1749-3684. PMC 6734690. PMID 31507842.
- Guey, LT; Bromet, EJ; Gluzman, SF; Zakhozha, V; Paniotto, V (tháng 5 năm 2008). "Determinants of participation in a longitudinal two-stage study of the health consequences of the Chornobyl nuclear power plant accident". BMC Medical Research Methodology. Quyển 8 số 1. tr. 27. doi:10.1186/1471-2288-8-27. PMC 2396662. PMID 18466621.
- Litcher, L; Bromet, EJ; Carlson, G; Gilbert, T; Panina, N; Golovakha, E; Goldgaber, D; Gluzman, SF; và đồng nghiệp (tháng 4 năm 2001). "Ukrainian application of the Children's Somatization Inventory: psychometric properties and associations with internalizing symptoms". Journal of Abnormal Child Psychology. Quyển 29 số 2. tr. 165–175. doi:10.1023/A:1005240214564. ISSN 1573-2835. PMID 11321631. S2CID 22543983.
- Litcher, L; Bromet, EJ; Carlson, G; Squires, N; Goldgaber, D; Panina, N; Golovakha, E; Gluzman, SF (tháng 3 năm 2000). "School and neuropsychological performance of evacuated children in Kyiv 11 years after the Chornobyl disaster". Journal of Child Psychology and Psychiatry. Quyển 41 số 3. tr. 291–299. doi:10.1111/1469-7610.00613. PMID 10784076.
- Nock, MK; Borges, G; Bromet, EJ; Alonso, J; Angermeyer, M; Beautrais, A; Bruffaerts, R; Chiu, WT; de Girolamo, G; Gluzman, SF; de Graaf, R; Gureje, O; Haro, JM; Huang, Y; Karam, E; Kessler, RC; Lepine, JP; Levinson, D; Medina-Mora, ME; Ono, Y; Posada-Villa, J; Williams, D (tháng 2 năm 2008). "Cross-national prevalence and risk factors for suicidal ideation, plans and attempts". The British Journal of Psychiatry. Quyển 192 số 2. tr. 98–105. doi:10.1192/bjp.bp.107.040113. PMC 2259024. PMID 18245022.
- O'Leary, KD; Tintle, NL; Bromet, EJ; Gluzman, SF (tháng 8 năm 2008). "Descriptive epidemiology of intimate partner aggression in Ukraine". Social Psychiatry and Psychiatric Epidemiology. Quyển 43 số 8. tr. 619–626. doi:10.1007/s00127-008-0339-8. PMID 18360731. S2CID 25090550.
- Ougrin, Dennis; Gluzman, Semyon; Dratcu, Luiz (tháng 12 năm 2006). "Psychiatry in post-communist Ukraine: dismantling the past, paving the way for the future". The Psychiatrist. Quyển 30 số 12. tr. 456–459. doi:10.1192/pb.30.12.456. Truy cập ngày 29 tháng 7 năm 2011.
- Taormina, DP; Rozenblatt, S; Guey, LT; Gluzman, SF; Carlson, GA; Havenaar, JM; Zakhozha, V; Kotov, R; và đồng nghiệp (tháng 4 năm 2008). "The Chornobyl accident and cognitive functioning: a follow-up study of infant evacuees at age 19 years". Psychological Medicine. Quyển 38 số 4. tr. 489–497. doi:10.1017/S0033291707002462. PMID 18177528. S2CID 23103308.
- Webb, CP; Bromet, EJ; Gluzman, SF; Tintle, NL; Schwartz, JE; Kostyuchenko, S; Havenaar, JM (July–August 2005). "Epidemiology of heavy alcohol use in Ukraine: findings from the world mental health survey". Alcohol and Alcoholism. Quyển 40 số 4. tr. 327–335. doi:10.1093/alcalc/agh152. PMID 15824065.
- Webb, CP; Bromet, EJ; Tintle, NL; Schwartz, JE; Gluzman, SF; Kostyuchenko, S; Havenaar, JM (tháng 9 năm 2007). "Smoking initiation and nicotine dependence symptoms in Ukraine: findings from the Ukraine World Mental Health survey". Public Health. Quyển 121 số 9. tr. 663–672. doi:10.1016/j.puhe.2006.11.017. PMC 2793595. PMID 17544466.

Bài báo nghiên cứu bằng tiếng Nga không có đồng tác giả
- Gluzman, Semyon [Семён Глузман] (2013a). История психиатрических репрессий [The history of psychiatric repression]. Вестник Ассоциации психиатров Украины [The Herald of the Ukrainian Psychiatric Association] (bằng tiếng Nga). Số 2. The Ukrainian Psychiatric Association.
- Gluzman, Semyon [Семён Глузман] (2013b). Психиатрия: Что делать? [Psychiatry: What to do?]. Новости медицины и фармации [Medicine and Pharmacy News] (bằng tiếng Nga). Quyển 14 số 465. Издательский дом «Заславский» ["Zaslavsky" Publishing House].
- Gluzman, Semyon [Семён Глузман] (2013c). Снежневский [Snezhnevsky]. Вестник Ассоциации психиатров Украины [The Herald of the Ukrainian Psychiatric Association] (bằng tiếng Nga). Số 6. The Ukrainian Psychiatric Association. tr. 79–80.
- Gluzman, Semyon [Семён Глузман] (2013d). Чья смирительная рубашка? [Whose straitjacket is it?]. Новости медицины и фармации [Medicine and Pharmacy News] (bằng tiếng Nga). Quyển 7 số 455. Издательский дом «Заславский» ["Zaslavsky" Publishing House].
- Gluzman, Semyon [Семён Глузман] (2012a). Как я писал закон для СССР [How I wrote the Law for the USSR]. Вестник Ассоциации психиатров Украины [The Herald of the Ukrainian Psychiatric Association] (bằng tiếng Nga). Số 1. The Ukrainian Psychiatric Association.
- Gluzman, Semyon [Семён Глузман] (2012b). Так появился украинский закон [In that way the Ukrainian Law appeared]. Вестник Ассоциации психиатров Украины [The Herald of the Ukrainian Psychiatric Association] (bằng tiếng Nga). Số 2. The Ukrainian Psychiatric Association.
- Gluzman, Semyon [Семён Глузман] (2011). Это было в Афинах... [It was in Athens...]. Новости медицины и фармации [Medicine and Pharmacy News] (bằng tiếng Nga). Số 383. Издательский дом «Заславский» ["Zaslavsky" Publishing House].
- Gluzman, Semyon [Семён Глузман] (tháng 1 năm 2010). Этиология злоупотреблений в психиатрии: попытка мультидисциплинарного анализа [The etiology of abuses in psychiatry: an attempt at multidisciplinary analysis]. Нейроnews: Психоневрология и нейропсихиатрия [The Neuronews: Psychoneurology and Neuropsychiatry] (bằng tiếng Nga). Quyển 1 số 20. Bản gốc lưu trữ ngày 17 tháng 11 năm 2015. Truy cập ngày 27 tháng 1 năm 2013. The paper was also published in: Gluzman, Semyon [Семён Глузман] (2009). Этиология психиатрических злоупотреблений: попытка мультидисциплинарного анализа [The etiology of psychiatric abuses: an attempt at multidisciplinary analysis]. Новости медицины и фармации [Medicine and Pharmacy News] (bằng tiếng Nga). Quyển 20 số 300. tr. 18–19. Truy cập ngày 27 tháng 1 năm 2013.
- Gluzman, Semyon [Семён Глузман] (2009). Украинское лицо судебной психиатрии [The Ukrainian face of forensic psychiatry]. Новости медицины и фармации [Medicine and Pharmacy News] (bằng tiếng Nga). Quyển 15 số 289. Truy cập ngày 27 tháng 1 năm 2013.
- Gluzman, Semyon [Семён Глузман] (1992).  Страх свободы: декомпенсация психического состояния или феномен существования? [Fear of freedom: psychological decompensation or existentialist phenomenon?]. Обозрение психиатрии и медицинской психологии имени В.М. Бехтерева (bằng tiếng Nga). Số 4. tr. 11–18. ISSN 0762-7475.
- Gluzman, Semyon [Семён Глузман] (1990).  Злоупотребление психиатрией: социальные и юридические истоки [Abuse of psychiatry: the social and legal origins]. Философская и социологическая мысль [The Philosophical and Sociological Thought] (bằng tiếng Nga). Số 7. Наукова думка, Інститут філософіï (Академія наук Украïнськоï РСР) [The Scientific Thought, the Institute of Philosophy (the Academy of Sciences of the Ukrainian Soviet Socialist Republic)]. tr. 66. ISSN 0235-3512.

Bài báo nghiên cứu bằng tiếng Nga có đồng tác giả
- Adler, N [Адлер Н.]; Gluzman, SF [Глузман С.Ф.] (1992).  Пытка психиатрией. Механизм и последствия [Torture by psychiatry. Mechanism and consequences]. Обозрение психиатрии и медицинской психологии имени В.М. Бехтерева (bằng tiếng Nga). Số 3. tr. 138–152. ISSN 0762-7475. The paper was also published in Adler, N [Адлер Н.]; Gluzman, SF [Глузман С.Ф.] (2001). Пытка психиатрией. Механизм и последствия [Torture by psychiatry. Mechanism and consequences] (PDF). Социально-психологические и медицинские аспекты жестокости [Social, Psychological and Medical Aspects of Cruelty] (bằng tiếng Nga). Số 1. tr. 118–135.[liên kết hỏng]
- Gluzman, SF [Глузман С.Ф.]; Golovakha, EI [Головаха Е.И.]; Panina, NV [Панина Н.В.] (1992).  Мнения и оценки врачей-психиатров Украины по актуальным вопросам психиатрической службы [Opinions and estimates by psychiatrists of Ukraine on topical issues of mental health service]. Обозрение психиатрии и медицинской психологии имени В.М. Бехтерева (bằng tiếng Nga). Số 2. tr. 41–50. ISSN 0762-7475.
- Gluzman, SF [Глузман С.Ф.]; Kuznetsov, VN [Кузнецов В.Н.]; Poltavets, VI [Полтавец В.И.]; Korotenko, AI [Коротенко А.И.]; Nasinnik, OA [Насинник О.А.]; Chernyavsky, VM [Чернявский В.М.]; Polubinskaya, SV [Полубинская С.В.] (1998).  Модель системы информирования и планирования лечения для Украины: заключительный отчёт [The model of system of informing and planning the treatment for Ukraine: the final report]. Вісник асоціації психiатрiв України [The Herald of the Association of Psychiatrists of Ukraine] (bằng tiếng Nga). Số 3. tr. 10–25.

Bài báo nghiên cứu bằng tiếng Ukraina
- Moiseenko, RO [Моісеєнко Р.О.]; Tereshchenko, OV [Терещенко О.В.]; Martsenkovsky, IA [Марценковський І.А.]; Gluzman, SF [Глузман С.Ф.]; Pinchuk, IY [Пінчук І.Я.]; Yurchenko, TV [Юрченко Т.В.]; Dolenko, OV [Доленко О.В.] (2012).  Напрямки реформування системи охорони психічного здоров'я дітей і підлітків в Україні [Directions of reforming the system of protection of mental health of children and adolescents in Ukraine]. Український вісник психоневрології [The Ukrainian Herald of Psychoneurology] (bằng tiếng Ukraina). Quyển 20 số 1 (70) додаток [supplement].

Các bài báo, báo cáo, phỏng vấn, sách
- Gluzman, Semyon (2012). "A personal testament". Trong Dudley, Michael; Silove, Derrick; Gale, Fran (biên tập). Mental Health and Human Rights: Vision, Praxis, and Courage. Oxford University Press. tr. xxv–xxvii. ISBN 978-0-19-921396-2.
- "Gluzman's cabinet with the list of his essays accessible to the public". LB.ua. Lưu trữ bản gốc ngày 4 tháng 1 năm 2014. Truy cập ngày 3 tháng 1 năm 2014.
- Gluzman, SF [Глузман С.Ф.] (2010). Расширенная судебно-психиатрическая заочная экспертиза по делу Григоренко Петра Григорьевича, 1907 г.р., украинца, жителя г. Москвы (восстановлено на основании копии Самиздата) [A comprehensive in absentia psychiatric opinion on the case of Grigorenko Pyotr Grigoryevich, b. 1907, a Ukrainian, Moscow resident (restored on the basis of a Samizdat copy)]. Новости медицины и фармации [Medicine and Pharmacy News] (bằng tiếng Nga). Số 329. Truy cập ngày 28 tháng 1 năm 2013.
- Глузман, Семён (2010). "Мнение по поводу статьи "Отчет целевой группы ВПА по "перекачке" мозгов"". Новости медицины и фармации (329). Truy cập ngày 28 tháng 1 năm 2013.
- Глузман, Семён (2010). "Об одной коллизии в праве". Новости медицины и фармации (329). Truy cập ngày 28 tháng 1 năm 2013.
- Gluzman, Semyon. "The smell of hatred". East European Monitor, issue 5. Bản gốc lưu trữ ngày 17 tháng 4 năm 2022. Truy cập ngày 28 tháng 1 năm 2013.
- "Семен Глузман: "Нам необходима социальная психиатрия"". Журнал «Пенсія». Số 60. tháng 10 năm 2008.
- "В Украине слишком много психбольниц: пресс-конференция С.Глузмана". Украинское информационное агентство Новости. ngày 4 tháng 10 năm 2008. Truy cập ngày 28 tháng 1 năm 2013.
- Шарий, Анатолий. "Беседы с Глузманом, ч.1. Диссидент". from-ua.com. Truy cập ngày 28 tháng 1 năm 2013.
- Шарий, Анатолий. "Беседы с Глузманом, ч. 2. Срок". from-ua.com. Truy cập ngày 28 tháng 1 năm 2013.
- Шарий, Анатолий. "Беседы с Глузманом, ч. 3. Предательство". from-ua.com. Truy cập ngày 28 tháng 1 năm 2013.
- Глузман, Семён (ngày 6 tháng 12 năm 2012). "Семен Глузман: У мене відчуття, що Янукович, як не дивно, слабка людина". ТВі, Вечір з Миколою Княжицьким. Lưu trữ bản gốc ngày 10 tháng 12 năm 2012. Truy cập ngày 28 tháng 1 năm 2013.